# روبرت جاي جورمان
روبرت جاي جورمان (بالإنجليزية: Robert J. Gorman)‏ هو محامي أمريكي، ولد في 22 أبريل 1915، وتوفي في 17 فبراير 2007.